# 십이문론
《십이문론》(十二門論, 산스크리트어: Dvādaśanikāya Śāstra 드바다샤니까야 샤트라)는, 용수(龍樹, 나가르주나)가 썼다고 전하는 불교 논서의 하나이다. 후진(後秦) 홍시(弘始) 10년(408년, 또는 11년(409년))에 쿠마라지바(鳩摩羅什, Kumarajiva)가 장안의 대사(大寺)에서 한역했으며, 별칭으로 《십이문관론》(十二門觀論) ㆍ 《십이품목》(十二品目)이라고도 한다. 
《중론》(中論), 《백론》(百論)과 함께 삼론종(三論宗)의 소의경전의 하나로 《중론》의 입문서로 간주된다. 일체 법의 공(空)을 주장하여 대승을 드러내고 이에 의거하여 진속(眞俗) 2제의 의의를 밝히는 공관 사상(空観思想)이 12개의 장(章)에 걸쳐 논설되고 있다. 

## 개요
《십이문론》은 각 문(門)의 첫머리에 하나씩 송을 싣고 그 의의를 천명하는 방식으로 구성되어 있다. 이 중에서 독자적인 것은 제1송ㆍ제2송ㆍ제4송ㆍ제6송ㆍ제9송ㆍ제11송ㆍ제12송 등이며, 그 밖의 제3송ㆍ제5송ㆍ제8송ㆍ제10송 등은 《중론》, 제7송은 《공칠십론》(空七十論)에서 인용한 것이다. 각 문에서는 하나의 주제를 놓고 그것이 성립할 수 없기 때문에 공임을 밝히고 또한 그러한 이유로 유위와 무위, 자아가 모두 공하다는 결론으로 귀결짓고 있다. 
《십이문론》은 용수의 저작으로 전해지고 있으나, 수의 승려 길장(吉藏)은 그의 주석서에서 송만 용수가 지은 것이고 나머지는 청목이 지은 것으로 설명하고 있기도 하다. 

## 구성과 내용
《십이문론》은 각 문의 첫머리에 하나의 송을 싣고 그 의의를 천명하는 방식으로 구성되어 있다. 이 중에서 제3송ㆍ제5송ㆍ제8송ㆍ제10송은 《중론》에서, 제7송은 《공칠십론》에서 인용한 것을 제외하고 나머지 제1송ㆍ제2송ㆍ제4송ㆍ제6송ㆍ제9송ㆍ제11송ㆍ제12송 등은 독자적인 내용을 담고 있다. 각 문에서는 하나의 주제를 놓고 그것이 성립할 수 없기 때문에 공임을 밝히고 또한 그러한 이유로 유위와 무위, 자아가 모두 공하다는 것으로 귀결시킨다. 각 문의 내용은 다음과 같다.
1. 관인연문(觀因緣門) - 여러 인연에 의해서 생겨난 법은 곧 공임을 설한다.
2. 관유과무과문(觀有果無果門) - 여러 법이 불생(不生)임을 설한다.
3. 관연문(觀緣門) - 여러 법들의 인연(因緣)ㆍ차제연(次第緣)ㆍ연연(緣緣)ㆍ증상연(增上緣)이 성립하지 않음을 설한다.
4. 관상문(觀相門) - 유위법의 3상(相)이 성립하지 않으므로 모든 법이 공임을 설한다.
5. 관유상무상문(觀有相無相門) - 유상과 무상이 성립하지 않으므로 모든 법이 공임을 설한다.
6. 관일이문(觀一異門) - 상(相)과 가상(可相) 즉 체(體)가 같은 것도 아니고 다른 것도 아니며, 또한 그 밖의 경우도 있을 수 없으므로 모든 법이 공임을 설한다.
7. 관유무문(觀有無門) - 유ㆍ무가 성립할 수 없으므로 일체의 법이 모두 공임을 설한다.
8. 관성문(觀性門) - 여러 법이 무자성이므로 공임을 설한다.
9. 관인과문(觀因果門) - 여러 법에는 자성이 없고, 또 그것은 다른 곳으로부터 오는 것도 아니기 때문에, 일체의 법은 공이라고 설한다.
10. 관작자문(觀作者門) - 자작(自作), 타작(他作), 공작(共作), 무인작(無因作)은 모두 불가능하기 때문에, 일체의 법이 공이라고 설한다.
11. 관삼시문(觀三時門) - 인(因)과 인을 가지는 법, 그리고 전시(前時)ㆍ후시(後時)ㆍ동시(一時)의 생성이 모두 불가능하기 때문에 일체의 법은 공이라고 설한다.
12. 관생문(觀生門) - 생(生)과 불생(不生)과 생시(生時)가 모두 불가능하기 때문에 일체의 법은 공이라고 설한다.

논의 첫머리에는 십이문론품목(十二門論品目)이라고 하여 각 품의 제목과 내용을 요약해 놓고 있는데, 이는 승예(僧叡)가 쓴 것이라고 한다.

## 주석서
《십이문론》의 주석서로는 수의 승려 길장의 소(疏) 6권과 당의 승려 법장(法藏)의 《소종치의기》(疏宗致義記) 2권 등이 있다. 일본에도 《십이문론문사기》(十二門論聞思記)와 《십이문론소초》(十二門論疏鈔) 등의 주석서가 전한다. 
신라의 승려 원효는 《십이문론》 및 《백론》과 《중론》의 내용들을 집약하여 그 핵심 내용을 설한 《삼론종요》(三論宗要)를 지었으나, 현전하지 않는다.